# Marko Moilanen
Marko Moilanen (...) è un astronomo amatoriale finlandese.
Il Minor Planet Center gli accredita la scoperta dell'asteroide 103422 Laurisirén effettuata il 9 gennaio 2000 in collaborazione con Arto Oksanen.
Il 16 dicembre 2000, con i colleghi dell'osservatorio di Nyrölä, è stato il primo astronomo amatoriale a riuscire ad osservare con il metodo del transito un esopianeta, HD 209458 b.